# Elaphocera nigroflabellata
Elaphocera nigroflabellata är en skalbaggsart som beskrevs av Hermann Burmeister 1855. Elaphocera nigroflabellata ingår i släktet Elaphocera och familjen Melolonthidae. Inga underarter finns listade i Catalogue of Life.